# Fujiwara no Yoshikado
Fujiwara no Yoshikado est un nom japonais traditionnel ; le nom de famille (ou le nom d'école), Fujiwara, précède donc le prénom (ou le nom d'artiste).
Fujiwara no Yoshikado (藤原良門, VIIIe et IXe siècles) est un homme d'État, courtisan et politicien japonais de l'époque de Heian. Ministre, il porte le titre de daijō-daijin à la cour.

## Généalogie
Membre du clan Fujiwara, il est le sixième fils de Fujiwara no Fuyutsugu. Parmi les frères de Yoshikada on compte Fujiwara no Yoshifusa, Fujiwara no Nagayoshi et Fujiwara no Yoshisuke. 
Parmi les descendants de Yoshikado figurent Fujiwara no Toshimoto, Fujiwara no Kanesuke, Fujiwara no Masatada, Fujiwara no Tametoki et Murasaki Shikibu.
Yoshikada est considéré comme l'ancêtre du clan Uesugi, du clan Ii et du clan Nichiren.